# Надворен съветник
Надворен съветник (на руски: Надворный советник) или разговорно придворен съветник (на руски: Придворный советник) – цивилен (граждански) чин VII клас съгласно Таблицата на ранговете в Руската империя.

## Описание на чина
Чинът съответства на военните звания подполковник от армията, капитан от гвардията, капитан от гвардейската кавалерия, войскови старшина сред казаците и капитан II ранг във флота. Официалнота обръщение към лица с този чин е: „Ваше високоблагородие“. Отличителните знаци на този чин са двойка петлици или пагони с три звезди.
До 1745 г. този чин е спадал към VIII клас съгласно Таблицата на ранговете, по-късно – към VII. Изначално лицата, които се издигат до този чин, получават правото на потомствено благородство, обаче след реформа от 1845 г. – само на лично. От началото на XIX век всички професори и извънредни академици получават право на този чин. Това води до факта, че повечето от изтъкнатите руски учени по него време (преди 1845 г.) получават потомствено благородство.
Названието на чина произлиза от длъжността съветник при така наречения „надворен съд“ (известен също като „придворен съд“, от немски: Hofgericht), който в Свещената римска империя на германската нация представлявал върховен съд при двора (двореца) на суверена на отделна територия на империята. С личен указ на руския император Петър I от 1719 г. тази съдебна система е заимствана в Руската империя, при което надворните съдилища са имали различен статус – понякога като първа инстанция, друг път като апелационен съд, а също така са се занимавали ту с гражданска, ту с наказателно право. Въпреки че тези съдилища са премахнати през 1726 г., чинът просъществува до 12 ноември 1917 г. – датата на влизане в сила на Декрета за унищожаване на съсловията и гражданските чинове в хода на Руската революция от 1917 г. и рухването на империята, след което е създаден Съюзът на съветските социалистически републики.
| Таблица на ранговете      |                   |                             |
| Младши чин Колежки асесор | Надворен съветник | Старши чин Колежки съветник |

- Примери
- Надворен съветник на Министерството на железниците (вариант с бутониера за сюртук и ленена риза)
- Надворен съветник във Ведомството за стопанисване на императорските лични имоти към Министерство на императорския двор (вариант с напречни пагони).

В Царство България се е използвал терминът „придворен съветник“.

## Надворният съветник в руската художествена литература
- Чин „надворен съветник“ имат почтмейстерът (началник на пощенски клон) Иван Кузмич Шпекин и попечителят на богоугодни, сиреч благотворителни, учреждения Артемий Филипович Земляника – персонажи от комедията на Николай Гогол „Ревизор“.[13] В друго произведение на Гогол – „Женитба“ –, за надворен съветник се използва синонимно „придворен съветник“.[1]